# 曲棍球

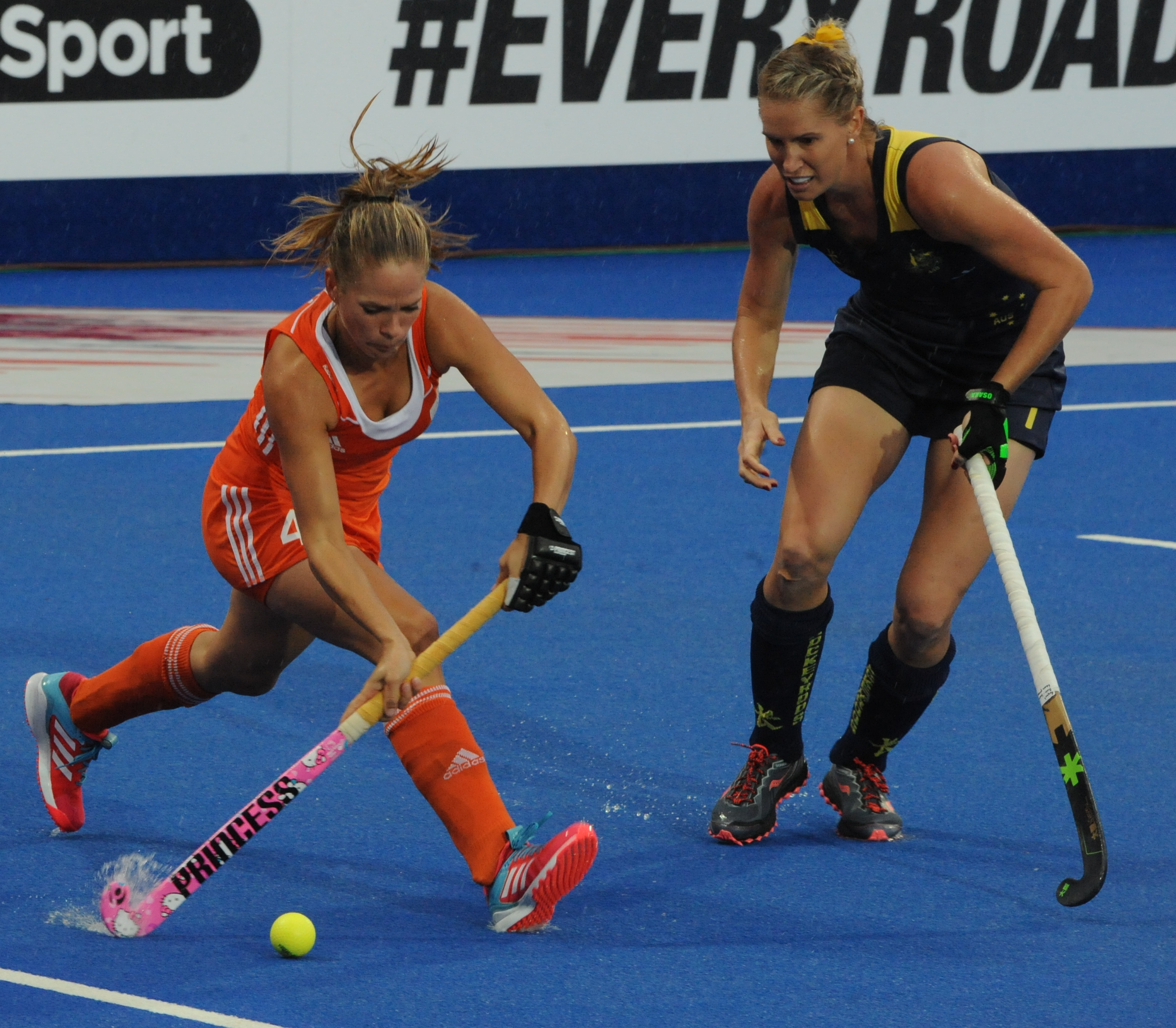
2016年女子曲棍球冠軍盃比賽風景（澳洲vs.荷蘭）

曲棍球泛指任何使用弯曲的球棍击球進行射门得分的團隊運動，主要分草地曲棍球及冰上曲棍球（主要是冰球，此外还有班迪球）兩種，此外还包括小众运动比如轮滑曲棍球、硬地曲棍球、馬上曲棍球和独轮车曲棍球等等，以及一些模仿冰球的桌上运动（比如气垫球）。多數國家的“曲棍球”专指草地曲棍球，但亦有少數國家（例如加拿大和美国）會主要将冰上曲棍球简称為“曲棍球”。